# Nikola Koljević
Nikola Koljević (en serbe cyrillique : Никола Кољевић), né le 9 juin 1936 à Banja Luka et mort le 25 janvier 1997 à Belgrade, était un homme politique, universitaire, traducteur et un essayiste serbe. 

## Biographie
Lors des premières élections multipartites tenues en 1990, il a été élu membre serbe de la présidence de Bosnie-Herzégovine. En avril 1992, il a occupé pendant la guerre de Bosnie le poste de vice-président de la Republika Srpska. Il a reçu l'ordre suprême de la Republika Srpska, l'Ordre de la République avec ceinture.
Le 16 janvier 1997, il a tenté de se suicider en se tirant une balle dans la tête et est décédé une semaine plus tard dans un hôpital de Belgrade.

## Responsabilités dans la guerre de Bosnie-Herzégovine
Dans le jugement rendu en 2016 contre Radovan Karadžić , le TPIY identifie Nikola Koljević comme étant l'un des participants à l' « entreprise criminelle commune » établie entre octobre 1991 et le 30 novembre 1995, et dont le plan visait à expulser définitivement les bosniens musulmans et bosniens croates des territoires revendiqués comme serbes, via la commission de différents crimes (déportation, transfert forcé et persécution). Les juges écrivent que Koljević était « particulièrement extrême dans ses velléités répétant au cours ses meetings qu'il était impossible pour les serbes bosniens, musulmans et croates de vivre ensemble ».  

## Publications
- Teorijski osnovi nove kritike, 1967
- O uporednom i sporednom, 1977
- Ikonoborci i ikonobranitelji, 1978
- Šekspir, tragičar, 1981
- Pesnik iza pesme, 1984
- "Tajna" poznog Dučića: interpretacija, 1985
- "Lamnet nad Beogradom" Miloša Crnjanskog, 1986
- Klasici srpskog pesništva, 1987
- Otadžbinske teme, 1995
- Andrićevo remek-delo, 1995
- Od Platona do Dejtona: (zapisi o državi našim povodom), 1996